# Malte Persson

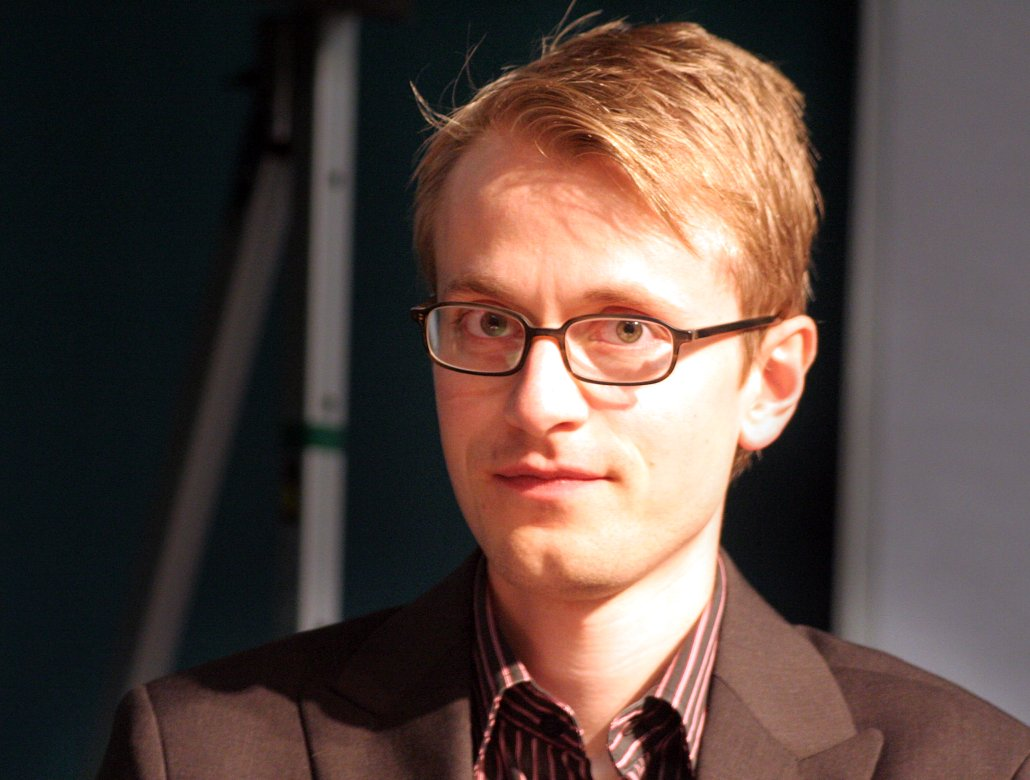
Malte Persson 2008

Jens Malte Persson (* 7. Dezember 1976) ist ein schwedischer Schriftsteller und Übersetzer.
Sein literarisches Erstlingswerk Livet på den här planeten (Das Leben auf diesem Planeten) erschien 2002. Danach hat er zwei Gedichtbände veröffentlicht Apolloprojektet (2004) (Das Apollo-Projekt) und Dikter (2007) (Gedichte).
Unter anderem hat er Francis Ponge und Thomas Kling ins Schwedische übersetzt.
Persson betreibt auch das Weblog Errata für literarischen Debatten in Schweden. Persson arbeitet regelmäßig als Literaturkritiker für die schwedischen Zeitungen Expressen und Göteborgs-Posten.
2021 wurde ihm der Übersetzerpreis der Samfundet De Nio verliehen. 2022 erhielt er den Gerard-Bonnier-Lyrikpreis für sein Buch Undergången.

## Bibliographie
- Livet på den här planeten 2002
- Apolloprojektet, Albert Bonniers Förlag, 2004
- Dikter, Albert Bonniers Förlag, 2007
- Edelcrantz förbindelser, Albert Bonniers Förlag, 2007
- Underjorden, 2011
- Resan till världens farligaste land, 2012
- Fantasy, Readux Books, 2013
- Bobo i apskolan, 2014